# Hans Kämpfer
Hans Rudolf Kämpfer (18 marzo 1885 – Berna, 12 dicembre 1959) è stato un calciatore svizzero, di ruolo attaccante.

## Carriera
Approdò  alla Juventus insieme all'imprenditore Alfred Dick, del quale fu dipendente nella ditta di cuoio e pellami. Giocò poi nel Torino, esordendo il 13 gennaio 1907, nella partita Torino-Juventus 2-1, segnando una rete. Nella partita di ritorno, vinta dai granata per 4-1, segnò tutte le 4 reti, stabilendo un record rimasto imbattuto.

## Statistiche

### Cronologia presenze e reti in Nazionale
| Cronologia completa delle presenze e delle reti in nazionale ― Svizzera | Cronologia completa delle presenze e delle reti in nazionale ― Svizzera | Cronologia completa delle presenze e delle reti in nazionale ― Svizzera | Cronologia completa delle presenze e delle reti in nazionale ― Svizzera | Cronologia completa delle presenze e delle reti in nazionale ― Svizzera | Cronologia completa delle presenze e delle reti in nazionale ― Svizzera | Cronologia completa delle presenze e delle reti in nazionale ― Svizzera | Cronologia completa delle presenze e delle reti in nazionale ― Svizzera |
| Data                                                                    | Città                                                                   | In casa                                                                 | Risultato                                                               | Ospiti                                                                  | Competizione                                                            | Reti                                                                    | Note                                                                    |
| ----------------------------------------------------------------------- | ----------------------------------------------------------------------- | ----------------------------------------------------------------------- | ----------------------------------------------------------------------- | ----------------------------------------------------------------------- | ----------------------------------------------------------------------- | ----------------------------------------------------------------------- | ----------------------------------------------------------------------- |
| 12-2-1905                                                               | Parigi                                                                  | Francia                                                                 | 1 – 0                                                                   | Svizzera                                                                | Amichevole                                                              | -                                                                       | Prima partita della Nazionale svizzera.                                 |
| 8-3-1908                                                                | Ginevra                                                                 | Svizzera                                                                | 1 – 2                                                                   | Francia                                                                 | Amichevole                                                              | -                                                                       |                                                                         |
| 5-4-1908                                                                | Basilea                                                                 | Svizzera                                                                | 5 – 3                                                                   | Germania                                                                | Amichevole                                                              | 2                                                                       |                                                                         |
| 20-5-1909                                                               | Basilea                                                                 | Svizzera                                                                | 0 – 9                                                                   | Inghilterra                                                             | Amichevole                                                              | -                                                                       |                                                                         |
| Totale                                                                  |                                                                         | Presenze                                                                | 4                                                                       |                                                                         | Reti                                                                    | 2                                                                       |                                                                         |